# Salomé (ópera)
Salomé é uma ópera em um ato de Richard Strauss, com libreto do mesmo compositor, baseado na tradução alemã de Hedwig Lachmann da peça de mesmo nome em francês de Oscar Wilde. Estreou a 9 de dezembro de 1905 no Königliches Opernhaus de Dresden.
O libreto não passa de uma tradução quase literal da peça que Oscar Wilde escreveu em francês no inverno de 1891-1892, a qual por sua vez se baseia em passagens do Evangelho segundo São Mateus (14:3-11) e São Marcos (6:21-28).

## Personagens
| Herodes, tetrarca da Judeia  | tenor         |
| Herodíades, sua esposa       | mezzo-soprano |
| Salomé, filha de Herodíades  | soprano       |
| Narraboth, capitão da guarda | tenor         |
| Iokanaan, profeta judeu      | barítono      |

## Sinopse
A sinopse desta ópera nos é fornecida pelo Evangelho segundo São Marcos (6:21-28):
Aconteceu então que Herodes, no dia de seu aniversário, deu um banquete a seus nobres, oficiais, e altos dignitários da Galileia. Durante o banquete dançou a filha de Herodíades, a qual muito agradou a Herodes e seus convidados. Então o rei disse à donzela: Pede-me o que queres, e to darei. E prometeu em juramento: Dar-te-ei o que quiseres, ainda que seja a metade do meu reino. Ela foi perguntar à sua mãe: Que queres tu que eu peça? Esta respondeu: a cabeça de João Batista. A donzela foi ter com Herodes e lhe respondeu: quero que me entregues numa bandeja a cabeça de João Batista. O rei se entristeceu, mas não quis negar o pedido, visto que o havia jurado na presença de seus convidados. No mesmo instante, ordenou a um verdugo que trouxesse a cabeça de João. Este foi ao cárcere e cortou a cabeça do profeta. Logo, trazendo-a numa bandeja, entregou-a à donzela, e esta foi ofertá-la à sua mãe.

## Ato Único
Um terraço no palácio de Herodes II Antipas, com vista para o Mar da Galileia.
Estamos na Palestina ocupada pelos romanos, por volta do ano 27. A situação política e religiosa é confusa: os romanos dividiram a província em quatro zonas de ocupação, cada uma encabeçada por um tetrarca sob controle direto de Roma para facilitar a administração e tornar mais difícil qualquer possibilidade de sublevação. Herodes Antipas é um desses tetrarcas. As seitas judaicas disputam interminavelmente entre si, unidas apenas pelo ódio comum aos romanos (com exceção apenas dos saduceus, os únicos que colaboravam ativamente com os romanos). Um profeta chamado Iokanaan (mais conhecido pelos cristãos pelo nome de São João Batista) acaba de fundar uma nova seita, proclamando que "o fim está próximo" e a destruição de Israel é iminente (a profecia se cumpriria no ano 70, quando os romanos evacuaram Jerusalém e destruíram o Templo de Jerusalém). Um dos discípulos de Iokanaan, o rabino Yeoshua ben Yosef, que fora batizado pelo profeta no rio Jordão, mais tarde se tornaria mundialmente famoso pelo nome de Jesus Cristo. Logo após este batismo, porém, Iokanaan caiu na desgraça do tetrarca por denunciar a corrupção reinante nos altos escalões do governo e a imoralidade na corte. Herodes mandou encarcerar Iokanaan, enquanto Yeoshua assumiu a continuidade do movimento.
Ao erguer-se a cortina, estamos numa festa no palácio de Herodes, à luz da lua e das tochas ardentes. Iokanaan jaz encarcerado no porão do mesmo palácio. "Quão linda está a princesa Salomé esta noite!" exclama Narraboth, o chefe da guarda, inteiramente enfeitiçado. Um pagem o adverte, porém, do mau caráter da princesa, mas em vão. Ouve-se a voz de Iokanaan, denunciando a barbaridade de Herodes e de sua corte. Movida pela curiosidade, Salomé quer vê-lo. Os soldados se recusam a trazê-lo, já que Herodes o proibiu. Salomé promete a Narraboth que se ele permitir que ela veja o profeta, ela permitirá que ele a veja tomar banho na manhã seguinte. Narraboth manda trazer o profeta. João Batista sobe as escadas bem devagar para dar tempo a Richard Strauss de compor um poderoso intermezzo.
Salomé está inteiramente seduzida pela visão do jovem profeta, que ela considera extremamente atrativo. Ele, porém, a repele desgostoso, e recomenda que ela vá procurar um dos seus discípulos, chamado Yeoshua, que agora mesmo está pregando às margens do rio Jordão, o único que pode purificá-la dos seus pecados. "Deixa-me beijar-te", insiste Salomé. "Não!" replica Iokanaan, que é mandado de volta para a cisterna. Enquanto isso, Narraboth, ao ver o resultado desastroso de sua ação, pratica hara-kiri.
Herodes aparece, acompanhado da rainha Herodíades. Esta se desgosta pela maneira como Herodes olha para sua filha. Herodíades pede ao tetrarca que mande executar o profeta: ela já não agüenta mais os insultos e denúncias deste à administração corrupta. Herodes sabe, porém, que esse é um passo politicamente arriscado: Iokanaan é visto como um grande profeta e é estimado pelo povo. Para se desviar um pouco desses assuntos de política e religião que o estão enfastiando tanto, e para animar um pouco a festa, Herodes pede à filha de sua esposa que dance. Salomé responde que não está com vontade de dançar. Herodes insiste, prometendo dar a ela qualquer coisa que ela peça se ela dançar. Chegamos então ao ponto culminante da partitura: a famosa Dança dos Sete Véus. Ao terminar a dança, o tetrarca fica estarrecido com o pedido de Salomé: ela quer a cabeça de São João Batista, numa bandeja de prata. Ele tenta negociar: a maior esmeralda do mundo, metade do seu reino - qualquer coisa, menos isso! - mas ela está decidida: "Quero a cabeça de Iokanaan!" Derrotado, o tetrarca manda que cortem a cabeça do profeta, a qual é entregue a ela numa bandeja de prata, como ela havia pedido. Ela beija na boca a cabeça decepada, num delírio de sexualidade histérica e doentia. Revoltado com tanta devassidão, Herodes manda matá-la.

## Repercussões e escândalos
Esta é a terceira ópera de Strauss, e pode-se dizer que foi um succès de scandale. Até então, Strauss era conhecido como compositor de poemas sinfônicos e outras peças, suas duas primeiras óperas tendo fracassado. Mas o sucesso de Salomé foi tão grande que, com os proventos financeiros desta ópera, Strauss pôde comprar uma casa em Garmisch-Partenkirchen, na qual residiria até o fim de seus dias. Logo após a estreia, Toscanini regeu a ópera no Scala de Milão, e Gustav Mahler tentou fazer o mesmo em Viena, mas a obra foi proibida naquela capital, assim como o foi em Londres. No Metropolitan Opera House de Nova York, seu conteúdo foi considerado forte demais para o público americano, e lá também ela foi proibida. A ópera seguinte do compositor, Elektra, também seria proibida no Metropolitan, talvez considerada culpada por associação com Salomé. Em Salzburgo, a ópera também foi proibida, e isso por iniciativa do próprio arcebispo da cidade, até 1929, quando o maestro Herbert von Karajan foi o primeiro a ter coragem de desafiar a proibição.

## Gravações recomendadas
- Hildegard Behrens Salomé, Karl-Walter Böhm Herodes, Agnes Baltsa Herodíades, José van Dam Iokanaan, Wieslaw Ochmann Nabarroth - Orquestra Filarmônica de Viena, regente: Herbert von Karajan